# 耶莱娜·布拉戈耶维奇
耶莱娜·布拉戈耶维奇（羅馬化：Jelena Blagojević，1988年12月1日—），塞尔维亚女子排球运动员。她曾代表塞尔维亚国家队参加2012年和2020年夏季奥林匹克运动会排球比赛，其中2020年奥运会获得一枚铜牌。